# Retropolis
Retropolis è il secondo album in studio del gruppo musicale svedese The Flower Kings, pubblicato nel 1996 dalla Inside Out Music.

## Tracce
1. Rhythm of Life – 0:32
2. Retropolis – 11:10
3. Rhythm of the Sea – 6:12
4. There Is More to This World – 10:15
5. Romancing The City – 0:57
6. The Melting Pot – 5:45
7. Silent Sorrow – 7:42
8. The Judas Kiss – 7:43
9. Retropolis by Night – 3:18
10. Flora Majora – 6:50
11. The Road Back Home – 8:55

## Formazione
- Roine Stolt - voce, chitarra, tastiera, basso
- Tomas Bodin - tastiera
- Michael Stolt - basso
- Jaime Salazar - batteria
- Hans Bruniusson - percussioni
- Hasse Fröberg - voce
- Ulf Wallander - sassofono soprano